# Saga Airlines
Saga Airlines era uma companhia aérea charter com sede em Istambul, Turquia, que atendia à indústria do turismo.

## História
A companhia aérea foi fundada em 2004 e iniciou suas operações em junho de 2004. Era propriedade de Abdulkadir Kolot. A Saga Airlines encerrou suas operações em 2013.

## Frota

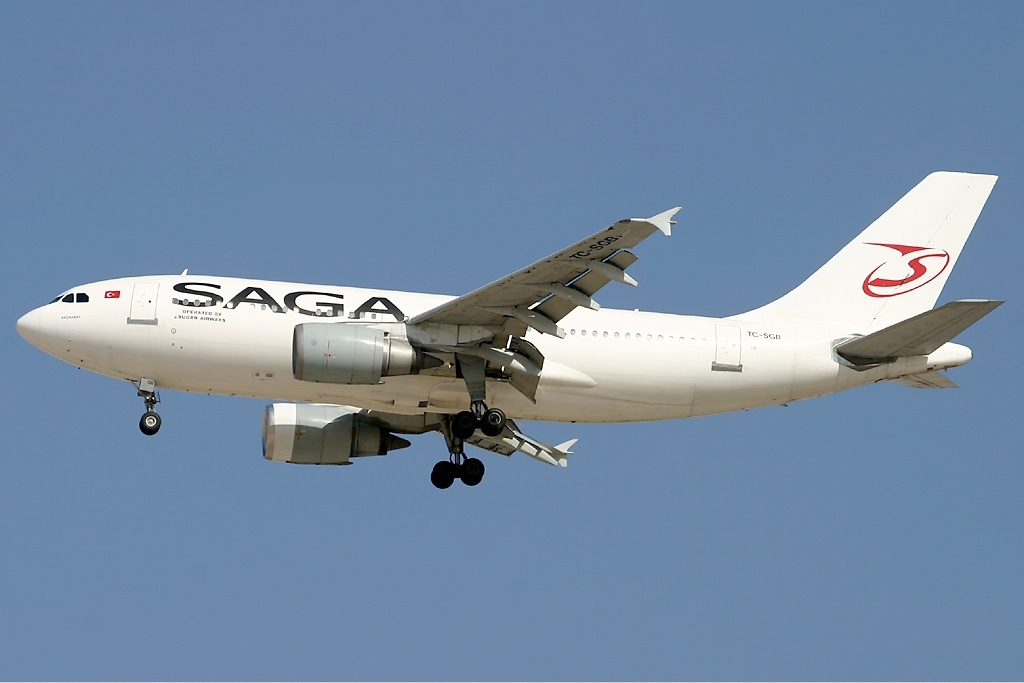
Um Airbus A310-300 da Saga Airlines

A frota da Saga Airlines consistia nas seguintes aeronaves:
| Aeronaves       | Em Serviço | Ordens | Passageiros | Notas |
| --------------- | ---------- | ------ | ----------- | ----- |
| Airbus A300B2   | 1          | –      | TBA         |       |
| Airbus A310-300 | 2          | –      | 187         |       |
| Airbus A320-200 | 1          | –      | TBA         |       |
| Airbus A330-300 | 1          | –      | 282         |       |
| Boeing 737-400  | 2          | –      | TBA         |       |
| Boeing 737-800  | 6          | –      | 186         |       |
| Total           | 13         | 0      |             |       |